# Seriana biarmata
Seriana biarmata är en insektsart som beskrevs av Irena Dworakowska 1976. Seriana biarmata ingår i släktet Seriana och familjen dvärgstritar. Inga underarter finns listade i Catalogue of Life.